# Ludwig Sachs (Schauspieler)
Ludwig Sachs (* 26. Oktober 1881 in Breslau; † 21. Juni 1973 in Berlin) war ein deutscher Schauspieler.

## Leben
1904 begann Ludwig Sachs nach einer Sprech- und Gesangsausbildung  seine Bühnenlaufbahn in Stendal. Die weiteren Stationen waren Sondershausen, Gießen, Gera, Metz, Freiburg, Frankfurt am Main, Essen, Konstanz und Hamburg, bis er 1911 nach Berlin kam, wo er bis 1933 als Komiker und Chargenspieler an verschiedenen Bühnen tätig war. Hier bekam er auch seine ersten Rollen in Stummfilmen. 1936 wurde er als „Halbjude“ von den Nationalsozialisten aus der Reichstheater- und Reichsfilmkammer ausgeschlossen, was einem Berufsverbot gleichkam. 
Nach dem Zweiten Weltkrieg begann Ludwig Sachs wieder in Berlin Theater zu spielen, wurde aber besonders bei der Filmgesellschaft DEFA ein häufig gefragter Darsteller.

## Filmografie
- 1916: Unter heißer Zone
- 1929: Was eine Frau im Frühling träumt
- 1948: Die seltsamen Abenteuer des Herrn Fridolin B.
- 1950: Familie Benthin
- 1950: Die lustigen Weiber von Windsor
- 1951: Der Untertan
- 1951: Corinna Schmidt
- 1952: Roman einer jungen Ehe
- 1952: Das verurteilte Dorf
- 1953: Die Unbesiegbaren
- 1953: Jacke wie Hose
- 1953: Wenn der weiße Flieder wieder blüht
- 1954: Rittmeister Wronski
- 1954: Ernst Thälmann – Sohn seiner Klasse
- 1955: Der Ochse von Kulm
- 1955: Sommerliebe
- 1955: Das Stacheltier: Hoch die Tassen (Kurzfilm)
- 1955: Robert Mayer – Der Arzt aus Heilbronn
- 1956: Thomas Müntzer – Ein Film deutscher Geschichte
- 1957: Schlösser und Katen
- 1957: Zwei Mütter
- 1957: Gejagt bis zum Morgen
- 1957: Das Stacheltier: Das Gesellschaftsspiel – Eine unglaubliche Geschichte oder?
- 1958: Tatort Berlin
- 1958: Sonnensucher

## Theater
- 1926: Fred Thomson: Sadie vom Broadway – Regie: Gustav Heppner (Trianon-Theater Berlin)
- 1952: Nikolai Pogodin: Das Glockenspiel des Kreml (Jüdischer Uhrmacher) – Regie: Ernst Busch (Berliner Ensemble im Deutschen Theater Berlin)

## Hörspiele
- 1953: Nikolai Gogol: Die toten Seelen – Regie: Richard Hilgert (Hörspiel – Rundfunk der DDR)
- 1953: Charles Dickens: Der Weihnachtsabend – Regie: Hans Busse (Hörspiel – Rundfunk der DDR)
- 1954: Alf Scorell/Kurt Zimmermann: Der Wundermann – Regie: Hans Busse (Hörspiel – Rundfunk der DDR)
- 1954: Aristophanes:  Lysistrata – Regie: Horst Preusker (Hörspiel – Rundfunk der DDR)
- 1954: George Lesson: Ein furchtsames Völkchen – Regie: Willi Porath (Hörspiel – Rundfunk der DDR)
- 1955: Lieselotte Gilles/Gerhard Düngel: Der Doktor der Armen Völkchen – Regie: Willi Porath (Hörspiel – Rundfunk der DDR)
- 1956: Herbert Burgmüller/Manfred Schäffer: Sein Lied war deutsch – Regie: Hans Busse (Hörspiel – Rundfunk der DDR)
- 1957: Honoré de Balzac: Oberst Chabert – Regie: Hans Busse (Hörspiel – Rundfunk der DDR)
- 1958: Otto Tausig: Der Fall van der Lubbe – Regie: Erich-Alexander Winds (Hörspiel – Rundfunk der DDR)